# Astragalus gagnieui
Astragalus gagnieui es una especie de planta del género Astragalus, de la familia de las leguminosas, orden Fabales.

## Distribución
Astragalus gagnieui se distribuye por Irán.

## Taxonomía
Fue descrita científicamente por A. R. Maassoumi & D. Podl. Fue publicada en Bot. Jahrb. Syst. 109: 264 (1987).